# 亚吉德·林
亚吉德·林（𒅀𒄀𒀉𒇷𒅎，阿摩利语：Yaggid-Lim）是马里的一位国王，大约生活在前19世纪。他很可能是亚摩利人。他统治马里的时期中，曾经和亚述国王伊拉-卡布卡巴成为盟友，但后来这个联盟土崩瓦解。亚吉德·林的儿子是亚赫顿·林。